# 灰色のダイエットコカコーラ
『灰色のダイエットコカコーラ』（はいいろのダイエットコカコーラ）は、佐藤友哉の長編小説。

## 概要
2002年11月に同人誌『タンデムローターの方法論』に掲載され、続く「赤色のモスコミュール」が2003年10月に『ファウスト Vol.1』に掲載。2004年3月に「黒色のポカリスエット」が『ファウストVol.2』に掲載され、終章にあたる「虹色のコカコーラレモン」が2004年7月に短縮版として『ファウストVol.3』に掲載。後に加筆、さらに書き下ろしを加え2007年5月に講談社より刊行される（ISBN 978-4062130639）。第29回野間文芸新人賞候補となる。タイトルは中上健次の『灰色のコカコーラ』へのリスペクトである。
この小説に佐藤は5年の歳月を費やしており「人生の5分の1をこの作品に費やした」と講談社メールマガジンに寄せている。また、プラスチック製のカバーと言う変わった装丁であり、新潮での高橋源一郎との対談では「きっと売れる」と自信を持って発言している。
帯には『ロストジェネレーション』と大きくうたれている。これは1980年生まれで氷河期世代である佐藤が、バブル崩壊後の不景気で停滞した時代に青春時代を過ごしたことに由来しており、作品の端々にも「不景気な地方都市での青春」というモチーフが見られる。
ファウスト掲載時には鬼頭莫宏のイラストがついていたが、単行本には収録されていない。
2013年11月8日に星海社文庫から発売。イラストは押見修造。

## あらすじ

### 灰色のダイエットコカコーラ
北海道の地方都市に住む「僕」は19歳のフリーター、三流高校卒。町の文化レベルは低く本屋にはウィリアム・フォークナーも置いていない。同級生や周りの人間は中上健次も知らず、柄谷行人と浅田彰も名前しか知らない。そんな田舎で、パラサイトシングルとして生活する「僕」は、平凡な小市民である「肉のカタマリ」を徹底的に見下し、「覇王」である祖父にあこがれ、漠然と東京に出ることを考えながらも、結局何も始めず踏み出せずにいた。
「僕」に重大な影響を与えた親友のミナミ君は、神戸連続児童殺傷事件の14歳の犯人の少年に、「先を越された」嫉妬しながら何者にもなれない自分に絶望し、17歳のときに焼身自殺する。

### 赤色のモスコミュール
「僕」とミナミ君が13歳の頃の話。ミナミ君は7体のマネキン人形を赤色の染め池に浮かべ、「肉のカタマリ」を惨殺するため、人殺しの練習をするというが、「僕」にはそんなミナミ君が理解できない。結局人形は後に撤去され、町では「悪質ないたずら」と判断されてしまう。
次に、ミナミ君に多種多様な殺害方法が書かれた大学ノート『計画書』を見せられ、僕は興奮し圧倒され、以前のような理解不能ではなく漠然と感動を覚える。僕とミナミ君は放火を計画し実行する。この放火も結局はターゲットの家を1/3ほど焼いたところで消火され失敗し、『計画書』そのものが失敗であると思い知らされる。

### 黒色のポカリスエット
「僕」が6歳で祖父が健在だった頃の話。左手の親指と薬指を無くし、白内障により失明し、刺青を消すために鉄板で焼いた背中がケロイド状態という、満身創痍であるにもかかわらず町に君臨する覇王である祖父。そんな祖父を僕は崇拝していた。
ある日、祖父の会社の社員であるハネダの息子が誘拐される。犯人は2000万円の身代金を要求。祖父はそれを引き受けるが、それと引き換えに祖父は事件への参加を要求する。さらに誘拐犯の要求はエスカレートし、ヤクザの事務所への殴り込みを強行する。後にこの事件は狂言誘拐だったことが判明し、「肉のカタマリ」であるハネダは発狂し家族を暴行する。
かつて祖父に「直系」と呼ばれ、覇王を夢見た僕であったが現在はかつて自分が唾棄していた「肉のカタマリ」と同じであることを改めて認識し絶望するが、狂言誘拐事件のときに祖父がヤクザから奪ってきた拳銃を発見し、6歳の頃と同じようにロシアンルーレットをする。銃弾は発射されず、再び覇王を目指すことを決意する。

### 虹色のダイエットコカコーラレモン
再び覇王を目指すため、アルバイトをやめ実家を出る。そして小学校の頃の同級生、全てに無関心な女「ハサミちゃん」と再会する。覇王を目指すといっても具体的に何かをするわけでもなく、ただ何も感じない無感動なハサミちゃんと同棲し性交するだけの日々。そんな中、ハサミちゃんに導かれ小児ガンの少女、「ユカちゃん」と出会う。
病院を抜け出したユカちゃんは、ダンプカーを盗み商店街を暴走し破壊する。ユカちゃんからダンプカーを奪い更に町を破壊する。町の破壊とパトカーへの発砲に満足し、ユカちゃんを連れてアパートへ帰ると、ハサミちゃんに妊娠を告げられる。妊娠したハサミちゃんは以前の全てへの無関心な態度が一変し、子を守る母親となり「肉のカタマリ」となる。こうして母親となったハサミちゃん、余命幾ばくも無い少女ユカちゃんとの奇妙な共同生活が始まる。
貯金がつきた僕は生活のため、覇王への夢をまだ捨てずにいながらも、叔父の経営する建設会社で働くこととなる。

## 登場人物
僕
19歳。かつて祖父のような『覇王』を目指しながら何にもなれず、アルバイトを惰性で続け実家に暮らしている。
ミナミ君
かつては『計画書』を書き、「肉のカタマリ」を惨殺することを夢見ていたが、17歳の頃焼身自殺する。
祖父
覇王。建設会社社長。実際に町を支配していたが「僕」が6歳の頃に死去。
モヨコ先輩
『会合』のメンバー。
スギハラ先輩
『会合』のメンバー。同性愛者でもなく、モヨコ先輩のことが好きだが何故か女装している。
ハサミちゃん
「僕」の小学校の同級生。世界に対して一切無関心である。同級生に向かってはさみを投げつけたのが名前の由来。
ユカちゃん
小児ガンの少女。「僕」を焚き付けるような発言をする一方で、諌める発言もする。
ミチオ
ユカの兄。箱をかぶり「僕」の前にあらわれる。